# George T. Smith
George Thornewell Smith, född 15 oktober 1916 i Mitchell County, Georgia, död 23 augusti 2010, var en amerikansk demokratisk politiker och jurist. Han var viceguvernör i Georgia 1967–1971.
Smith deltog i andra världskriget som officer i USA:s flotta och avlade 1948 juristexamen vid University of Georgia. Han var ledamot av Georgias representanthus 1959–1967, från och med 1963 talman. År 1967 efterträdde han Peter Zack Geer som viceguvernör och efterträddes 1971 av Lester Maddox. År 1976 tillträdde Smith som domare i en appellationsdomstol. År 1981 tillträdde han sedan som domare i Georgias högsta domstol. Smith hade önskat stanna kvar i domstolen så länge att han hade blivit chefsdomare. År 1991 var han tvungen att gå i pension på grund av den obligatoriska pensionsåldern för domare i Georgias högsta domstol, 75 år. Rättsfallet gällande Smiths pensionering varade i sex år men han fick ingen undantagsrätt att stanna kvar i domstolen. Arbetslivet lämnade han inte den gången utan fortsatte att arbeta som advokat i Marietta när han var väl över 90 år gammal.